# 超感官知覺
超感官知覺（英語：Extrasensory perception），简称为超感知觉或超感觉力（ESP），俗稱第六感（sixth sense），是一種某些人認為實際存在的能力。此能力能透過正常感官之外的管道接收訊息，能預知將要發生的事情，與當事人之前的經驗累積所得的推斷無關。普通人的感官（五感）包括眼（视觉）、耳（听觉）、前庭（平衡感）、鼻（嗅觉）、舌（味觉）、肌膚（触觉）或是其他現今科學熟悉的感官。
或可理解成：人腦中的記憶庫（類似：資料倉儲），藉五感不知覺接收的資訊，進行篩選，得到特殊預感或答案；人腦藉感官得到的訊息非常巨量，可理喻為人在巨量的訊息拼出一全新的訊息。
相較於人所現有較清晰的信息邏輯思考所得出的答案更深層與龐大分析，可間接推論，有可能第六感為人自我學習的思考能力（演算法），也是人工智慧（英語：Artificial Intelligence，简称为）可能會達到的目的之一。
由於感官的定義很模糊，所以「超感官」的定義也很模糊。但通常認為「超感官」是指現今科學還不熟悉的訊息。這些能力與現代研究的神通有相應之處。

## 不同類別
- 透視
- 遙視 / 遠隔透視
- 預知
- 氣場閱讀
- 心靈感應
- 隔空溝通（如透過出體方式感知）
- 與靈體溝通

## 延伸閲讀
- Georges Charpak, Henri Broch, and Bart K. Holland (2004). Debunked! ESP, Telekinesis, and Other Pseudoscience. Johns Hopkins University. ISBN 0-8018-7867-5.
- Milbourne Christopher (1970). ESP, Seers & Psychics: What the Occult Really Is. Thomas Y. Crowell Co. ISBN 0-690-26815-7
- Henry Gordon (1988). Extrasensory Deception: ESP, Psychics, Shirley MacLaine, Ghosts, UFOs. Macmillan of Canada. ISBN 0-7715-9539-5.
- Donald Hebb (1980). "Extrasensory Perception: A Problem" （页面存档备份，存于）. In Essays on Mind. Lawrence Erlbaum Associates. ISBN 978-0-898-59017-3.
- Paul Kurtz (1985). A Skeptic's Handbook of Parapsychology. Prometheus Books. ISBN 0-87975-300-5.
- Targ, Russell (2012). The Reality of ESP: a physicist's proof of psychic abilities. Quest Books. ISBN 978-0-8356-0884-8.
- Richard Wiseman. (1997). Deception and Self-Deception: Investigating Psychics. Prometheus Press. ISBN 978-1-57392-121-3.

## 外部連結
- 中的“Extrasensory perception”
- FBI file on Extrasensory perception